# Bartłomiej Świderski
Bartłomiej Świderski (ur. 7 marca 1973 we Wrocławiu) – polski aktor i piosenkarz, wokalista zespołu Grejfrut (2000–2003).

## Życiorys
Ukończył Liceum Ogólnokształcące im. Bolesława Chrobrego w Bielawie. W 1994 roku ukończył Lart StudiO. W 1998 roku ukończył studia na Wydziale Aktorskim PWSFTviT w Łodzi.
Od roku 1998 przez kilka lat był aktorem Teatru Studio w Warszawie. Występował także na deskach teatrów: Teatru im. Stefana Jaracza w Łodzi (1997), Teatru Powszechnego w Łodzi (1997) oraz Teatru Wybrzeże w Gdańsku (2002).
W latach 1998–2002 związany był z aktorką Joanną Brodzik.

## Filmografia
- 1995: Młode wilki jako wopista
- 1999: Jak narkotyk jako znajomy Marty
- 1999: Prawo ojca jako komisarz Orłowski
- 1999: Ostatnia misja jako policjant
- 2000: Twarze i maski jako doktor Gliński (odc. 7)
- 2000, 2001: Miodowe lata jako reżyser (odc. 41, 85)
- 2001: Marszałek Piłsudski jako Bronisław Piłsudski, brat Józefa
- 2001: Avalon jako Stunner
- 2002–2006: Samo życie jako Leszek Retman
- 2002: Sfora jako informator mafii
- 2002–2003: Kasia i Tomek jako Irek, były chłopak Kasi (tylko głos)
- 2002: Break Point
- 2004: Cud w Krakowie (Csoda Krakkóban) jako Aurel
- 2005: 1409. Afera na zamku Bartenstein jako Eryk
- 2005: Zakochany Anioł jako Paweł
- 2005–2007: Magda M. jako Sebastian Lewicki
- 2006: Kryminalni jako Dominik Czerny vel Zaleski
- 2006: Fala zbrodni jako Ernest von Stein
- 2007–2008: Tylko miłość jako Rafał Rozner, samotny ojciec
- 2010: Apetyt na życie jako David, kochanek Alicji
- 2010: Usta usta jako Michał Werner
- 2011: Hotel 52 jako Szymon Tarnowski (odc. 32)
- 2011: Instynkt jako Ryszard Sobecki (odc. 10)
- 2011–2013: Przepis na życie jako Tadeusz
- 2011: M jak miłość jako Jan Kozłowski
- 2012, 2014: Prawo Agaty jako Rafał Ostrowski vel Hubert Sułecki
- 2013: Last minute jako narzeczony Natalii
- 2014: O mnie się nie martw jako Paweł Biczyński
- 2016–2017: Druga szansa jako Marcin Kryński

## Dyskografia

### Albumy solowe
| Rok  | Dane dot. albumu                                                                 |
| ---- | -------------------------------------------------------------------------------- |
| 2009 | Świderski - Wydany: 21 września 2009 - Wytwórnia: Mystic Production - Format: CD |